# Mettenheim (Bavière)
Pour les articles homonymes, voir Mettenheim.
Mettenheim est une commune de Bavière (Allemagne), située dans l'arrondissement de Mühldorf am Inn, dans le district de Haute-Bavière.